# Hydriomena mississippiensis
Hydriomena mississippiensis là một loài bướm đêm trong họ Geometridae.